# Championnats du monde d'haltérophilie 1922
Navigation
Édition précédente Édition suivante
Les championnats du monde d'haltérophilie 1922 ont lieu à Tallinn, en Estonie, du 29 au 30 avril 1922.

## Palmarès

### Hommes
| Catégorie                 | Or                   | Argent                 | Bronze                  |
| ------------------------- | -------------------- | ---------------------- | ----------------------- |
| Poids plumes - 60 kg      | Heinrich Graf (SUI)  | Karl Kõiv (EST)        | Gustav Ernesaks (EST)   |
| Poids légers - 67,5 kg    | Alfred Neuland (EST) | Eduard Vanaaseme (EST) | Voldemar Noormägi (EST) |
| Poids moyens - 75 kg      | Saul Hallap (EST)    | Alberts Ozoliņš (LAT)  | Alfred Puusaag (EST)    |
| Poids mi-lourds - 82,5 kg | Roger François (FRA) | Johannes Toom (EST)    | Rudolf Tihane (EST)     |
| Poids lourds +82.5 kg     | Harald Tammer (EST)  | Kārlis Leilands (LAT)  | Kaljo Raag (EST)        |